# Held in Trust
Pour plus de détails, voir Fiche technique et Distribution.
Held in Trust est un film américain réalisé par John Ince, sorti en 1920.

## Synopsis
Sans le savoir, Mary Manchester est le sosie d'Adelaide Rutherford, une femme riche qui a été rendue folle par la cruauté de son mari. Rutherford est de mèche avec Jasper Haig et le Docteur Babcock. Ensemble, ils gèrent soixante millions de dollars, qui doivent être reversés au frère d'Adelaide, Stanford Gorgas, si elle décède. Craignant la mort imminente d'Adelaide, les conspirateurs décident de la remplacer par Mary, empêchant ainsi Gorgas de toucher l'héritage. Leur plan rate quand Gorgas rencontre Mary. Gorgas l'aide à s'évader mais elle est rattrapée par Haig, qui décide alors de tuer Gorgas. Remarquant que quelqu'un se cache derrière un rideau, et croyant qu'il s'agit de Gorgas, Haig tire mais c'est Rutherford qui est en fait tué, permettant ainsi à Mary de vivre avec Gorgas. 

## Fiche technique
- Titre original : Held in Trust
- Réalisation : John Ince

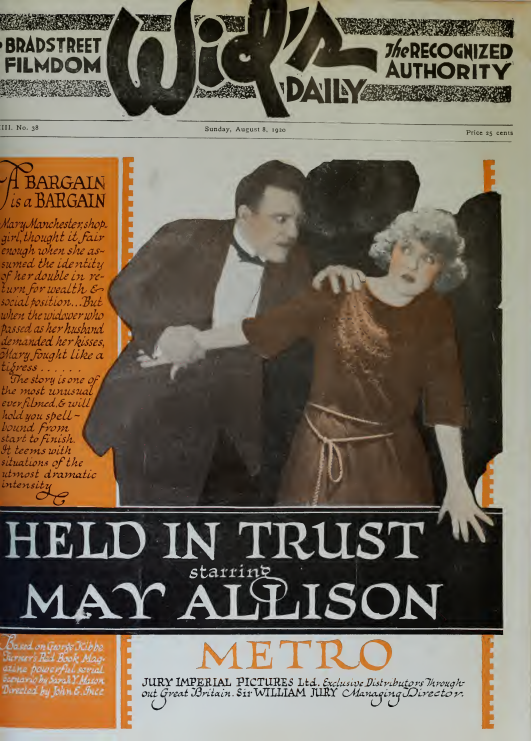
Publicité parue dans Film Daily

- Scénario : Sarah Y. Mason, d'après la nouvelle Held in Trust de George Kibbe Turner
- Photographie : William M. Edmond
- Montage : Robert De Lacey
- Société de production : Metro Pictures Corporation, Screen Classics
- Société de distribution : Metro Pictures Corporation
- Pays de production :  États-Unis
- Langue originale : anglais
- Format : noir et blanc — 35 mm — 1,37:1 — Film muet
- Genre : drame
- Durée : 60 minutes - 6 bobines
- Dates de sortie : 
  - États-Unis : 2 août 1920

## Distribution
- May Allison : Mary Manchester
- Darrell Foss : Stanford Gorgas
- Walter Long : Hasbrouck Rutherford
- John H. Elliott : Jasper Haig
- Lawrence Grant : Dr Babcock
- G. Burnell Manly : Dr David Kirkland